# Ahmad Abughaush
Ahmad Abughaush, ar. أحمد أبو غوش (ur. 1 lutego 1996 w Ammanie) – jordański zawodnik taekwondo, mistrz olimpijski z Rio de Janeiro (2016), pierwszy w historii medalista olimpijski dla Jordanii.

## Życie prywatne
Z pochodzenia jest Palestyńczykiem, jego rodzina mieszka w Abu Ghausz, arabskiej wiosce w Izraelu. Ukończył zarządzanie na Uniwersytecie Jordańskim w Ammanie, następnie studiował na tej uczelni wychowanie fizyczne.

## Przebieg kariery
Taekwondo zaczął uprawiać w 2010 roku, w wieku 14 lat, w lokalnym ośrodku szkoleniowym w Ammanie. W 2011 roku wystąpił na mistrzostwach świata w Gyeongju i odpadł w 1/16 finału. W kwietniu 2012 roku zdobył złoty medal mistrzostw świata juniorów w Szarm el-Szejk w kategorii do 63 kg. W tym samym roku został wybrany sportowcem roku przez Jordański Komitet Olimpijski. W 2013 roku ze startów wyeliminowała go kontuzja – zerwanie więzadła krzyżowego.
W 2015 roku wystąpił na mistrzostwach świata w Czelabińsku, gdzie zajął 33. miejsce w kategorii do 68 kg, a także na uniwersjadzie w Gwangju, na której był piąty. 
W 2016 roku w Manili zdobył kwalifikację na igrzyska olimpijskie w Rio de Janeiro. W zawodach olimpijskich zwyciężył we wszystkich pojedynkach w kategorii do 68 kg, zdobywając złoty medal i tytuł mistrza olimpijskiego. Był to pierwszy medal olimpijski zdobyty dla Jordanii. Po zdobyciu mistrzostwa olimpijskiego otrzymał gratulacje od króla Abdullaha II i innych członków jordańskiej rodziny królewskiej, delegatów z komitetu olimpijskiego i federacji taekwondo. Przyznano mu również nagrodę pieniężną w wysokości 100 000 dinarów jordańskich. Podczas ceremonii zamknięcia igrzysk pełnił rolę chorążego reprezentacji Jordanii.
W 2017 roku zdobył brązowy medal mistrzostw świata w Muju w kategorii do 68 kg oraz brązowy medal uniwersjady w Tajpej w tej samej kategorii wagowej. W 2018 roku wywalczył brązowy medal igrzysk azjatyckich w Dżakarcie. W 2019 roku został wicemistrzem świata w kategorii do 74 kg podczas mistrzostw w Manchesterze. W finałowym pojedynku przegrał z Włochem Simone Alessio.